# Sublime Text
Sublime Text és un editor de text i editor de codi font. Està escrit en C++ i Python per als plugins.
Desenvolupat originalment com una extensió de Vim, amb el temps va anar creant una identitat pròpia, per això encara conserva una manera d'edició tipus vaig veure anomenat Vintage mode.
Es pot descarregar i avaluar de franc. No obstant això no és programari lliure o de codi obert i s'ha d'obtenir una llicència per al seu ús continuat, encara que la versió d'avaluació és plenament funcional i no té data de caducitat.

## Instal·lació
Per instal·lar aquest editor en Linux tenim dues opcions. La primera és instal·lar des del repositori. Per això només cal obrir una consola i primer afegim el repositori:
1- sudo add-apt-repository ppa:webupd8team/sublime-text-3
El següent que farem serà actualitzar els nostres repositoris amb:
2- sudo apt-get update
I vam acabar instal·lant l'editor:
3- sudo apt-get install sublime-text-installer
Un cop descarregat podem instal·lar des del centre de programari d'Ubuntu o podem obrir una consola i des de la carpeta on el guardéssim caldrà escriure alguna cosa com:
4- sudo dpkg -i sublime-text-build_XXX.deb